# Данишменди
Данишмендите са огузка династия, управлявала Източна Анатолия през 11 и 12 век. Те са основни съперници на Румския султанат. Името на основателя на династията е неизвестно, но той се ползва с прозвището Данишменд (от фарси, „мъдър“).